# 筑紫号巡洋舰
筑紫号巡洋舰（日语：／ tsukushi ?）是旧日本海軍早期所获得的第一艘完全不装备风帆设备的军舰。本舰最初是智利海军所订购的一款军舰，后来智利方面放弃了该舰，而为日本海军所购得。本舰由于建造时期比较早，设计方面具有一定的局限性，虽然参加了甲午战争和日俄战争，但都只是一些辅助任务。1906年本舰退役并转用作杂役船，1911年拆解。
本舰的英方承建公司后来又根据本舰的设计为清朝北洋水师建造了两艘后续军舰，即超勇、扬威两舰。因此三舰都可以视为同一船级，而统称为“筑紫级”。不过有些中文出版物也会单独称呼这两艘北洋军舰为“超勇级”。虽然三舰都参加了甲午战争，但与超勇、扬威两舰作为北洋舰队的重要一员参加了大东沟海战不同，筑紫因为正在遂行对地支援任务而正好错过了本次海战，因此三舰并未在战场上直接交手。
本舰舰名“筑紫”来源于日本对九州的古称“筑紫岛”、“筑紫洲”。

## 设计和概述
1866年利萨海战中奥地利海军大败意大利海军，使得各国开始重新关注使用撞角击沉吨位大得多的军舰、尤其是昂贵的铁甲舰的可能性。英国阿姆斯特朗-惠特沃斯公司的工程师乔治·怀特威克·伦德尔据此设计了一款低成本的巡洋舰，用以击退铁甲舰。该舰的设计思路是用低矮的船身躲避炮火，以速度优势迅速接敌，以其更快的武器射速来迎击敌方大型军舰。这一点和当时的綠水學派所鼓吹的鱼雷舰艇以小博大的战术颇有异曲同工之处。然而英國海軍部对这种设计表示怀疑，认为这种舰艇适航性太差，难以在经常风大浪急的北海遂行任务，因此英國皇家海軍完全没有订购这款军舰。阿姆斯特朗公司为此在国际范围内寻找客户。英方曾一度打算将其出售给中国，因遭到了李鸿章的拒绝而作罢。
另一方面，1879年初，智利海军向欧洲派出考察团，希望购买两艘军舰。本来智利中意的目标是跟阿根廷海军此前购买的伦道尔炮舰差不多的舰艇。然而硝石战争期间，秘鲁军舰屡次袭扰智利北方沿海地区，因此智利方面取消了原来的计划，改为希望购买可以摧毁秘鲁袭击舰的军舰。阿姆斯特朗公司成功向智利海军兜售了他们的设计，并以智利海军英雄阿图罗·普拉特的名字命名为“阿图罗·普拉特号”（1879年伊基克战役中指挥木制巡防舰埃丝美拉达号与秘鲁铁甲舰胡阿斯卡号作战时战死）。同年10月，智利海军在安加莫斯海战中取得大胜，俘获胡阿斯卡号，从而夺取了对联军的制海权，于是智利方面对新舰的需求一下子减少了。战争结束后，已经对本舰不再感兴趣的智利海军放弃了本舰，英方随后将其出售给日本海军。
本舰虽然设计之初有其合理之处，但十九世纪末期海军技术突飞猛进，尤其是大口径速射火炮的普遍运用，使得装甲薄弱、火力也比较欠缺的本舰迅速过时。本舰的姊妹舰超勇、扬威两舰便在大东沟海战中受到日本更新式的防护巡洋舰的持续打击而迅速失去战斗力，并相继沉没。
本舰外形低矮修长。舰上动力为两台卧式复合式蒸汽机，由4座圆形锅炉提供蒸汽，推动两根推进轴。由于具体数据欠缺，故此参考后续建造的姊妹舰超勇号的数据：超勇号试航时自然通风状态下录得1,912匹指示馬力（1,426千瓦特），强压通风时则达到2,887匹指示馬力（2,153千瓦特）；设计航速16节，公试时强压通风下试航16.5节；载煤量250-300吨，续航力4675海里/8节。
本舰主要火力为单装10英寸（254）架退炮2门，前后各一门；以及单装4.7英寸（119）架退炮4门。轻型火力包括9磅炮2门，以及机关炮4门。有的资料称舰上轻型武器包括一门克虏伯75毫米炮，而没有提到那两门9磅炮。
防护方面总体薄弱，司令塔装甲13毫米；炮廓侧面装甲25毫米，顶部5毫米。本舰没有针对轮机及弹药库设计装甲，属于无防护巡洋舰。

## 舰历

### 建成至早期
1879年10月2日，本舰在英国阿姆斯特朗-惠特沃斯公司的劳·沃克斯（英語：Law Walkers）船厂开始动工兴建。本舰刚动工才6天，智利海军即因为安加莫斯海战的大胜而减少了对新舰的需求。虽然如此，英方公司依然没有停止建造。1880年8月11日，本舰下水。1882年8月建成。由于秘鲁方面的抗议，本舰一直系留在英国，直到战争结束才允许交付，只是此时智利海军已经对这艘延宕多时的军舰失去了兴趣。
1882年12月18日，日本方面派员前往德国基尔洽谈军舰购买事宜，经查看及试验发现速度、马力均有减少，火炮欠缺，甲板等也亟待修缮，估计修理费用不会少，因此取消了相关合同。此时日本驻英公使森有礼介绍阿姆斯特朗公司在纽卡斯尔有一艘本来为智利海军建造、因故一直没交付的军舰。因此日方人员转而前往英国进行考察，发现火炮齐备，状态良好，可以立即使用。日方立即与英方展开谈判，英方原本开价8万5323英镑，经过一番讨价还价后日方以8万2000英镑的价格购入。
1883年3月1日，日本海军正式将本舰命名为“筑紫”。6月16日筑紫从英国开始返回，9月19日抵达横滨。同年10月27日，日本方面将筑紫列为三等舰。
1890年（明治23年）8月23日，日本方面将筑紫列入吴镇守府籍，归类为“第一种”。

### 甲午战争
1894年，中日之间因为朝鲜问题而关系日趋紧张。双方开始往朝鲜大量增兵，战争一触即发。
1894年6月2日，日本海军军令部下令常备舰队前往仁川、釜山两港集合。当时大和、筑紫两舰正在夏季巡航中，正好就在仁川停留。截止至6月8日时，清朝北洋舰队有3艘军舰（濟遠、扬威、平遠）在仁川港。当天11:00左右，平远号突然起航离港，大为紧张的日军于是派出大和与赤城两舰到牙山湾侦察，而筑紫则到群山浦进行侦察。6月16日，日本方面认为清政府的交涉态度越来越强硬，为此必须将常备舰队集结起来并进行紧急修理，同时变更编制。因此日本海军决定在仁川只保留三艘军舰（武藏、赤城、八重山），其他各舰（松岛、吉野、千代田、高雄、大和、筑紫）由常备舰队司令长官伊東祐亨海军中将率领返回佐世保。23日，6舰返回佐世保港，随即进行紧急修理。
同年7月19日，日本向清朝发出最后通牒。同一天日本开始将常备舰队及西海舰队整合为联合舰队；筑紫分派在第三游击队（赤城、大岛、爱宕、筑紫、摩耶、鸟海）。7月25日，最后通牒期限已过，虽然清朝一方并未回应，但两国已经进入实质性的战争状态。当天，第一游击队3舰与北洋舰队交战，击沉、击伤多艘北洋军舰。
筑紫此时已经显得非常过时，因此在日本海军中主要承担巡逻、护送、近岸侦察以及部分对陆支援任务。
丰岛海战后第三游击队跟随主力停留在隔音岛临时泊地。7月30日-8月5日，联合舰队都在进行加煤等事宜。8月10日，第二、第三游击队以单纵阵、8节航速前进到距离威海卫炮台5000-4000米处。日舰为防水雷，没有再行深入；08:21对东口的泥炮台以及灯塔展开炮击。守军以东口各炮台迎击，港内停泊的军舰也参加了战斗。08:52炮击停止。由于日军炮击各舰都是旧式火炮，仰角有限，射程不够，日舰的炮弹大部分都掉入海中，只有零星数发能打到炮台附近；同样的，清军的还击火力也没有击中日舰。日军的侦察结果表明有一艘經遠級、一艘超勇级、三艘镇东级、一两艘鱼雷艇、一艘貌似商船；同时港口已经设有防材，日军推断港内很可能没有水雷。然而10日当天早上丁汝昌早已率领北洋舰队10艘军舰出港搜索日舰，此时不在港内，因此威海卫外的日舰诱敌无果，遂自行退去。
9月5日，联合舰队收到大本营送来的命令，要求以本队、第一游击队、第二游击队及附属舰艇护送运输船（搭载有第一军司令部及第三师团大部），而第三游击队以及鱼雷艇队则前往大同江口建立临时根据地，同时支援日军对平壤的攻势。9月12日，第三游击队及其他数艘舰艇驻泊于加洛林湾（音译自日语“カロリン湾”）西面，监视着通向仁川港的水路，掩护第三师团的登陆行动。9月14日，第一游击队、第三游击队（剩下筑紫、摩耶、鸟海三艘）从加洛林湾起锚，护送运输舰往大同江进发。15日抵达大同江口，日舰没有发现清军的踪迹，于是第三游击队3舰往大同江铁岛附近前进，支援第五师团在平壤的行动；伊东则亲率主队、第一游击队以及赤城、西京丸等舰进行进一步的侦察。也因此第三游击队没能参加17日爆发的大东沟海战。
10月22日16：00，八重山、千代田、鸟海、筑紫、磐城作为先导舰提前出发，在花园口外海部署为后续船队充当路标。24-27日，第二军司令部及第一师团24049人进行登陆，并向金州城进发。另一方面，10月25日，在威海卫侦察的浪速、秋津洲两舰回报北洋舰队主力早上已经出港，于是伊东率领本队、第一游击队、第二游击队前往长山群岛一带搜索，而第三、第四游击队、特务舰以及运输船队立即提高警戒。
11月6日早上，本队、第一、第二、第四游击队、第二、第三鱼雷艇队前往大连湾进行侦察。途中日舰遭到旅顺口炮台的猛烈轰击。11月6日，第四游击队掩护扫雷艇在大连湾口进行扫雷；日落后各扫雷艇返回各舰，第四游击队依旧停留在大窑口。7日早上，第四游击队筑紫、赤城、鸟海三舰在湾内，大岛、摩耶两舰在大窑口对陆上守军进行炮击。不久筑紫发回信息称日军已经占领炮台。当天剩下时间第四游击队都在大孤山附近停泊。11月9日，清军在大连湾布设的水雷已经基本清除完毕；14:00，因为港湾附近依然不时有爆炸声，筑紫、鸟海、大岛、摩耶奉命前往夺取附近各处炮台。各舰抵达后，派出陆战队上岸进行了行动。
11月13日，伊东将联合舰队重新编组，分为本队以及4支游击队。其中开战初期的第三游击队6艘重新整编为第四游击队。
11月20日，第四游击队筑紫、赤城、鸟海、大岛、爱宕前往小平岛海湾，05：00在小平岛海湾右侧唠𠷈咀炮台附近海面与先行侦察的八重山会合，得知港内依旧有北洋军舰停泊。07:00左右第四游击队与唠𠷈咀炮台、摸珠礁炮台、黄金山各炮台进行交火。第四游击队一开始在唠𠷈咀炮台以南约2海里处炮击，但受到守军猛烈还击，被迫往东南方向退避；08:00日舰从唠𠷈咀炮台东边再次靠近到约6000米处轰击。此时陆地方向传来激烈的枪炮声，而黄金山各炮台只能用小口径火炮对地应战，而继续使用大口径火炮攻击日舰。日舰见炮击无甚成效，于是退避到龙王塘湾，观察地面战况。13：00第四游击队见唠𠷈咀炮台东方海岸聚集了大批清兵，13:30筑紫前进到岸边进行炮击。这股清军实际上是原驻东鸡冠山南边各炮台的守军，11:30为日军第二军左翼纵队所逐退，正往大连湾方向败退。其后第四游击队与第二军取得了联络，得知第二军已经突破旅顺口背面部分防线，正在向海岸炮台进逼，并应陆军要求停止攻击海岸炮台。

### 后期
1898年，筑紫接受了一系列改装，将原有的4.7英寸（119）架退炮更换成新式的4.7英寸（119）速射炮，同时将轻武器更换为1门76毫米炮、2门27毫米炮和2门机关炮。
1899年（明治32年）10月18日，日本方面将筑紫改列为一等炮舰。
1900年2-10月，义和团运动期间，筑紫奉命前往厦门、上海一带进行巡逻。
1904年2月8-9日，日本海军在未经宣战的情况下对驻扎在旅顺港（俄国称亚瑟港）的俄国太平洋舰队突然发动攻击，日俄战争随之爆发。战争开始时，已经相当老旧的筑紫编列入第三艦隊第7战队（舰队司令长官片冈七郎海军中将，战队司令细谷资氏海军少将）。开战初期第三舰队仍然由大本营直辖，3月2日开始转至联合舰队麾下。第三舰队辖下均为步履蹒跚的老舰，因此在战争中只担任辅助任务。随着俄国第二太平洋舰队在齐诺维·罗杰斯特文斯基海军中将的率领下一路北上逐渐逼近，日本海军开始尽可能地调集舰艇，第三舰队也加入到了作战序列之中，准备着即将到来的决战。不过5月27-28日的对马海峡海战中，第7战队并没有重要战绩。
1906年5月25日，日本海军将筑紫从军舰中除籍，并转为杂役船。
1911年12月21日，日本海军将筑紫作废弃处理。1912年出售。

## 历任舰长
下表系根据《日本海軍史》第9、10卷《将官履歴》，以及《官報》进行整理。
- 松村正命 海军少佐：1883年8月16日 - 1886年5月28日
- 野村貞 海军中佐：1886年5月28日 - 12月28日
- 尾形惟善 海军大佐：1886年12月28日 - 1889年4月17日
- （暂代）森又七郎 海军少佐：1889年4月17日 - 8月29日
- 森又七郎 海军大佐：1889年8月29日 - 1890年5月13日
- （暂代）窪田祐章 海军少佐：1890年5月13日 - 9月17日
- 窪田祐章 海军大佐：1890年9月17日 - 1892年12月5日
- （暂代）三善克己 海军少佐：1892年12月5日 - 12月21日
- 三善克己 海军大佐：1892年12月21日 - 1895年5月11日
- 井上良智 海军大佐：1895年5月11日 - 5月25日
- 向山慎吉 海军大佐：1895年5月25日 - 9月28日
- 石井猪太郎 海军大佐：1896年5月19日 -
- 大井上久麿 海军中佐：1897年12月1日 - 1898年10月1日
- 加藤友三郎 海军中佐：1898年10月1日 - 1899年6月17日
- 斎藤孝至 海军中佐：1899年7月25日 - 9月2日
- 松枝新一 海军中佐：1899年11月20日 - 1901年8月30日
- 横尾純正 海军中佐：1901年8月30日 - 1902年3月13日
- 黒水公三郎 海军中佐：1902年4月11日 - 1903年4月12日
- 西山保吉 海军中佐：1904年1月14日 - 1905年3月15日
- 土山哲三 海军中佐：1905年3月15日 - 12月12日
- 上村経吉 海军中佐：1906年1月25日 - 5月10日

## 同级舰
- 超勇
- 扬威